# ثيول

الصيغة العامة للثيولات

الثيول (بالإنجليزية: Thiol)‏ في الكيمياء عبارة عن مجموعة وظيفية تتألف من ارتباط الكبريت مع الهيدروجين برابطة بسيطة (SH-). وهي بالتالي تشابه مجموعة الهيدروكسيل في الكحولات (OH-). تدعى المركبات التي تحوي هذه المجموعة الوظيفية ثيولات. لهذه المركبات تسمية قديمة لا تزال مستعملة وهي مركبتانات (المفرد: مركبتان).
تتواجد في النفط كمركبات كبريتية عضوية.